# Стефка Берова
Стефка Берова е българска поп певица и актриса.

## Биография
Стефка Берова е родена в Сопот на 3 май 1942 г., произхожда от възрожденски род. Завършва НАТФИЗ „Кръстьо Сарафов“.
В продължение на пет години работи в драматичните театри във Велико Търново, Варна и Народния театър „Иван Вазов“ (3 години). Участва в телевизионния сериен филм „На всеки километър“, както и в няколко филма, между които „Вилна зона“ и „Време разделно“.
След това завършва и Школата за естрадни певци към БНР. Завършва първия випуск на Естрадния отдел в Музикалната академия в класа на Ирина Чмихова (1964).
Кариерата си като певица започва в средата на 60-те след едно концертно турне в СССР, на което е поканена от Лили Иванова. Сред първите песни, които изпълнява, са „Фонари“, „Мелничката за кафе“ и „Една целувка“.
По-късно става солистка на „Студио 5“ и оркестър „Балкантон“, оркестрите „Метроном“ – 1972 г., и „София“.
Когато е разпределена в театъра във Варна, среща Йордан Марчинков, за когото по-късно се омъжва. Голямата си популярност добива след 1972 година, когато заедно със съпруга си Йордан Марчинков създава един от най-известните дуети в българската поп музика през 70-те. Още с първите си песни от 1972 г., които в продължение на 8 месеца не слизат от класациите – „Летим по пътищата бели“ (м. Георги Тимев) и „Има една светлинка“ (м. Любен Цветков) – дуетът става популярен, а „Семеен спомен за Поморие“ (м. Атанас Косев) – един от шлагерите на годината – печели втора награда на конкурса „Песни за морето, Бургас и неговите трудови хора“ – 1975 година, и „Мелодия на годината“ – 1976. До края на 70-те години двамата са най-популярният дует в българската популярна музика. Още две песни получават награди от конкурса в Бургас – през 1977 г.: „Морето на моето детство“ (м. Константин Ташев) – първа награда, и „Моряци“ (м. Атанас Косев) – втора награда. На радиоконкурса „Пролет“ са наградени „Слънце в песента“ (м. Мишо Ваклинов) – трета награда – 1977 г., „Цъфтят бадеми“ – 1979 година и „Деца на слънцето“ – 1980 година (и двете по музика на Тончо Русев) – първа награда. През 1980 година се представят на конкурса „Песни за морето“ в Рощок, ГДР и печелят втора награда и наградата на публиката. На Международния фестивал в Сопот, Полша, дуетът също е отличен с наградата на публиката. Дуетът развива активна концертна дейност – по 150 концерта на месец, – съпровождан от оркестър „Сезони“. Концертните изяви в чужбина, осъществени под името „Дан и Кора“, включват СССР, ГДР (издадена малка грамофонна плоча), Чехословакия, Кипър, Италия, Португалия, Близкия изток, Мароко, Алжир и др. Дуетът има издадени 7 малки, 7 дългосвирещи плочи и 2 компилации. През 2008 г. Стефка Берова издава компилацията „Златните хитове“ в два компактдиска, събрала най-доброто от дуета им. Сред песните в нея са хитове като „Семеен спомен за Поморие“, „Шофьорите са като ято“, „Разказвай ми“, „Огънят, в който горим“, „Обичам те“, „Винаги с тебе“, „Мой роден край“, „Има една светлинка“, „Да живееш е изкуство“, „Когато се разделяме до утре“, „Съдба“ и мн. др. Песните са мастерирани и преработени по най-новите технологии в „Сити студио“ от Бойко Петков – преаранжирани с дигитално добавени нови звуци с цел осъвременяване, като в същото време е гарантиран автентичният им звук.
След разпадането на дуета през 1990 година Стефка Берова продължава да работи самостоятелно, изпълнявайки мелодични шлагери, близки до старата градска песен („Наследство“, „България“ и др.), а също и македонски народни песни. Повечето от текстовете на песните ѝ са дело на Надежда Захариева. Берова има записани дуети с дъщеря си Косара.
Стефка Берова е в инициативен комитет на фондация „Стефан Воронов“ и през 1993 г. организира концерт в памет на Стефан Воронов със много големи имена от българската поп музика, а през 1994 г. заедно с Катя Филипова организира концерт в памет на Зорница Попова. През 1999 г. участва на фестивала „Пирин фолк“ с песента на Тончо Русев „Мамин Колю“, а през 2001 г. печели първа награда на същия фестивал за песента „Молитва за България“. През 2004 г. играе ролята на Цецка в тв сериала „Хотел България“ на Нова телевизия. През 2008 г. Стефка Берова празнува своя творчески юбилей – 45 години на сцената – с голям концерт в Зала 1 на НДК, издава компактдиск в дует с дъщеря си и компилацията „Златните хитове“.
Със Стефка Берова са работили композитори като Тончо Русев, Найден Андреев и други. Силно е приятелството ѝ с композиторката Зорница Попова.
През 2011 г. певицата записва и издава последния си албум „Съдба“. Почти всички песни в него са записани с музикантите от група „Сигнал“. Всички песни са по текст на Надежда Захариева, а 4 от тях по музика на Мария Нейкова.
През май 2016 г. е удостоена от президента Росен Плевнелиев с орден „Св. св. Кирил и Методий“ – I степен по предложение на министъра на културата Вежди Рашидов за принос в развитието на културата и изкуството. 

## Награди и отличия
- Орден „Кирил и Методий“ – I степен (2016)

## Дискография[5]

### Самостоятелни албуми

#### Студийни албуми
- „От сърце“ (1995)
- „Наследство“ (1997)
- „Винаги с тебе“ (2008)
- „Завет. Вечни македонски песни“ (2008), дуетен албум с Косара
- „Съдба“ (2011)

#### Малки плочи, издадени от „Балкантон“
- „Една целувка“ – 2690 (SP, 1965)
- „Стефка Берова“ – ВТМ 5893 (EP, 1967)
- „Стефка Берова“ – ВТК 3081 (SP, 1973)

### Дуетни албуми с Йордан Марчинков

#### Малки плочи, издадени от „Балкантон“
- „Стефка Берова и Йордан Марчинков“ – ВТК 3207 (1975)
- „Стефка Берова и Йордан Марчинков“ – ВТК 3295 (1976)
- „Стефка Берова и Йордан Марчинков“ – ВТК 3332 (1977)
- „Стефка Берова и Йордан Марчинков“ – ВТК 3354 (1977)
- „Каварна“ – ВТК 3452 (1978)
- „Мой роден край“/ „Българско слънце“ – ВТК 3462 (1978)
- „Парола пролет“/ „Да откраднем време“ – ВТК 3518 (1980)

#### Дългосвирещи плочи, издадени от „Балкантон“
- „Семеен спомен“ – ВТА 10143 (1978)
- „Обичам те“ – ВТА 10316 (1979)
- „Огънят, в който горим“ – ВТА 10651 (1981)
- „Стефка Берова и Йордан Марчинков“ – ВТА 10974 (1982)
- „Стефка Берова и Йордан Марчинков“ – ВТА 11406 (1984)
- „Стефка Берова и Йордан Марчинков“ – ВТА 11983 (1986)
- „Стефка Берова и Йордан Марчинков“ – ВТА 12449 (1990)

#### Компилации
- „Непоправими хора“ (1996)
- „Златните хитове“ (2008)

### Други песни
- „Хора, не забравяйте ни миг“ (1972) – м. В. Райчев, т. Д. Точев, изп. Стефка Берова – от фестивала „Златният Орфей“
- „Тази мръсна война“ (1975) – б. т. Ана Георгиева, ар. Константин Драгнев, изп. Стефка Берова, съпр. орк. „Балкантон“, дир. Н. Трошанов – от плочата „Хоризонт – януари, февруари, март '75“
- „Мамин Колю“ (1999) – м. Тончо Русев, т. Евтим Евтимов, ар. Пламен Велинов, изп. Стефка Берова – от фестивала „Пирин фолк“
- „Семеен спомен за Поморие“ (2008), дует с Панайот Панайотов – м. Атанас Косев, т. Недялко Йорданов, ар. Бойко Петков
- „Шофьорите са като ято“ (2008), дует с Панайот Панайотов – м. Георги Тимев, т. Стефан Чирпанлиев, ар. Бойко Петков

#### Дуетни песни с Йордан Марчинков
- „Летим по пътищата бели“ (1976) – м. Георги Тимев, т. Стефан Чирпанлиев, съпр. орк. „Балкантон“, дир. Д. Ганев – от малка плоча с В. Бъчварова
- „Бели спомени“ (1977)
- „Карнавална песен“ (1977) – м. Христо Ковачев, т. Веселин Василев, ар. Мишо Ваклинов, съпр. вок. гр. и ЕОКТР, дир. В. Казасян – от плочата „Песни за Габрово“
- „Морето на моето детство“ (1977) – м. Константин Ташев, т. Недялко Йорданов, ар. Константин Драгнев, съпр. ЕСО Бургас, дир. Иван Панталеев – първа награда на конкурса „Песни за Бургас, морето и неговите трудови хора“
- „Старата амфора“ (1978) – м. Йордан Чубриков, т. Богомил Гудев, ар. Димитър Бояджиев, съпр. орк., дир. В. Казасян – от малка плоча с Йорданка Христова
- „Вечерен диалог“ (1979) – м. и ар. Мария Ганева, т. Гергана Иванова – от плочата „Младост“
- „Ще греят в огъня“ (1979) – м. Димитър Вълчев, т. Власо Власов, ар. Мишо Ваклинов – от плочата „Младост“
- „Поэхали“ (1980) – м. Александър Йосифов, т. Димитър Точев и Н. Паниев, ар. Константин Драгнев, съпр. орк., дир. К. Драгнев – от плочата „Звездни братя“
- „Звезди“ (1980) – м. Атанас Бояджиев, т. Евстати Бурнаски, ар. Сашо Младенов – от плочата „Звезда '81“
- „Пак съм при теб“ (1981) – м. Й. Чубриков, т. Ст. Етърски, ар. Д. Бояджиев, съпр. ЕОБР и „Студио В“, дир. В. Казасян – от малка плоча с Панайот Панайотов
- „Любов и музика“ (1981) – м. Кирил Аврамов, т. Иван Тонев, ар. Томи Димчев – наградата на Балкантон на радиоконкурса „Пролет '81“
- „Любовен дует“ (1981) – м. Ангел Заберски, т. Дамян Дамянов, ар. Димитър Гетов – от радиоконкурса „Пролет '81“
- „Обичам те, Пирин“ (1981) – м. и ар. Вили Казасян, т. Богомил Гудев – от плочата „Песни за южния град“
- „Пирине мой“ (1981) – м. и ар. Ангел Заберски, т. Орлин Орлинов – от плочата „Песни за южния град“
- „Пирине, Пирине“ (1981) – м. Георги Костов, т. Милчо Спасов, ар. Недко Трошанов – от плочата „Песни за южния град“
- „Тръгнала ми Яна“ (1981) – м. Атанас Бояджиев, т. Богомил Гудев, ар. Иван Стайков – от плочата „Песни за южния град“
- „Двете девятки“ (1981) – м. Ат. Косев, т. И. Божков, ар. К. Драгнев, съпр. орк., дир. К. Драгнев – от малка плоча с Бисер Киров
- „Огнен дом“ (1983) – м. Кирил Аврамов, т. Йордан Петров, ар. Сашо Александров – от плочата „Кремиковски искри 5 – 25 години МК Кремиковци“
- „Песен за моя град“ (1983) – м. Александър Йосифов, т. Стоян Етърски, ар. Д. Велков, съпр. орк., дир. Д. Велков – от малка плоча „Песен за моя завод“
- „Рози пред всяка врата“ (1984) – м. Христо Ковачев, т. Димитър Ценов, ар. Димитър Бояджиев – от фестивала „Златният Орфей“
- „Сухиндол“ (1985) – м. Й. Чубриков, т. В. Велчев, ар. Ив. Пеев, съпр. ЕОКТР, дир. В. Казасян – от малка плоча „Сухиндол“
- „Здравей, Балчик“ (1986) – м. и ар. Йордан Чубриков, т. Драгни Драгнев, съпр. „LZ“ – от плочата „Песни за Балчик“
- „Тутракански рибари“ (1987) – м. Йордан Чубриков, т. Драгни Драгнев, ар. Вили Казасян – от плочата „Песни за Тутракан и дружбата“
- „Моя Беласица“ (1988) – м. и ар. Сашо Александров, т. Богомил Гудев – от плочата „Песни за южния град 3“
- „Ах, тези габровски шеги“ (1989) – м. и ар. Йордан Чубриков, т. Иван Младенов – от плочата „50 години обувно производство – Габрово“

## Филмография
| Година      | Филми и сериали                                             | Серии | Копродукции       | Роля                          |
| ----------- | ----------------------------------------------------------- | ----- | ----------------- | ----------------------------- |
| 2014        | Пътят към Коста дел Маресме Българска рапсодия – 2 заглавие |       | България / Израел | жената на Рангел              |
| 2012        | Паяци („Spiders“)                                           |       | САЩ               | жена                          |
| 2011        | Конан Варварина („Conan the Barbarian“)                     |       | САЩ / България    | майка                         |
| 2009        | „Къде е батко?“                                             | 3     | България          | гадателката Тъмноцвета        |
| 2004        | Хотел България                                              | 23    |                   | Цецка                         |
| 1988        | Време разделно                                              | 2     |                   | Гюлфие жената на Сюлейман ага |
| 1975        | Вилна зона                                                  |       |                   | Михайлова                     |
| 1974        | Зарево над Драва                                            | 2     |                   | певицата                      |
| 1970        | Любовта към трите портокала („Любовь к трем апельсинам“)    | 2     | СССР / България   |                               |
| 1969 – 1971 | На всеки километър                                          | 26    |                   |                               |
| 1969        | Свобода или смърт                                           |       |                   |                               |
| 1967        | Герой на нашето време („Герой нашего времени“)              |       | СССР              | Бела                          |
| 1960        | Хитър Петър                                                 |       |                   |                               |